# A Drunkard's Reformation
A Drunkard's Reformation é um filme mudo de curta metragem estadunidense, do gênero dramático, lançado em 1909, escrito e dirigido por D. W. Griffith.

## Elenco
- Arthur V. Johnson
- Linda Arvidson
- Adele DeGarde
- Charles Avery
- John R. Cumpson
- Robert Harron
- Anita Hendrie
- Florence Lawrence
- Marion Leonard
- David Miles
- Owen Moore
- Tom Moore
- Herbert Prior
- Mack Sennett
- Harry Solter
- Herbert Yost